# Proteïna (nutrient)

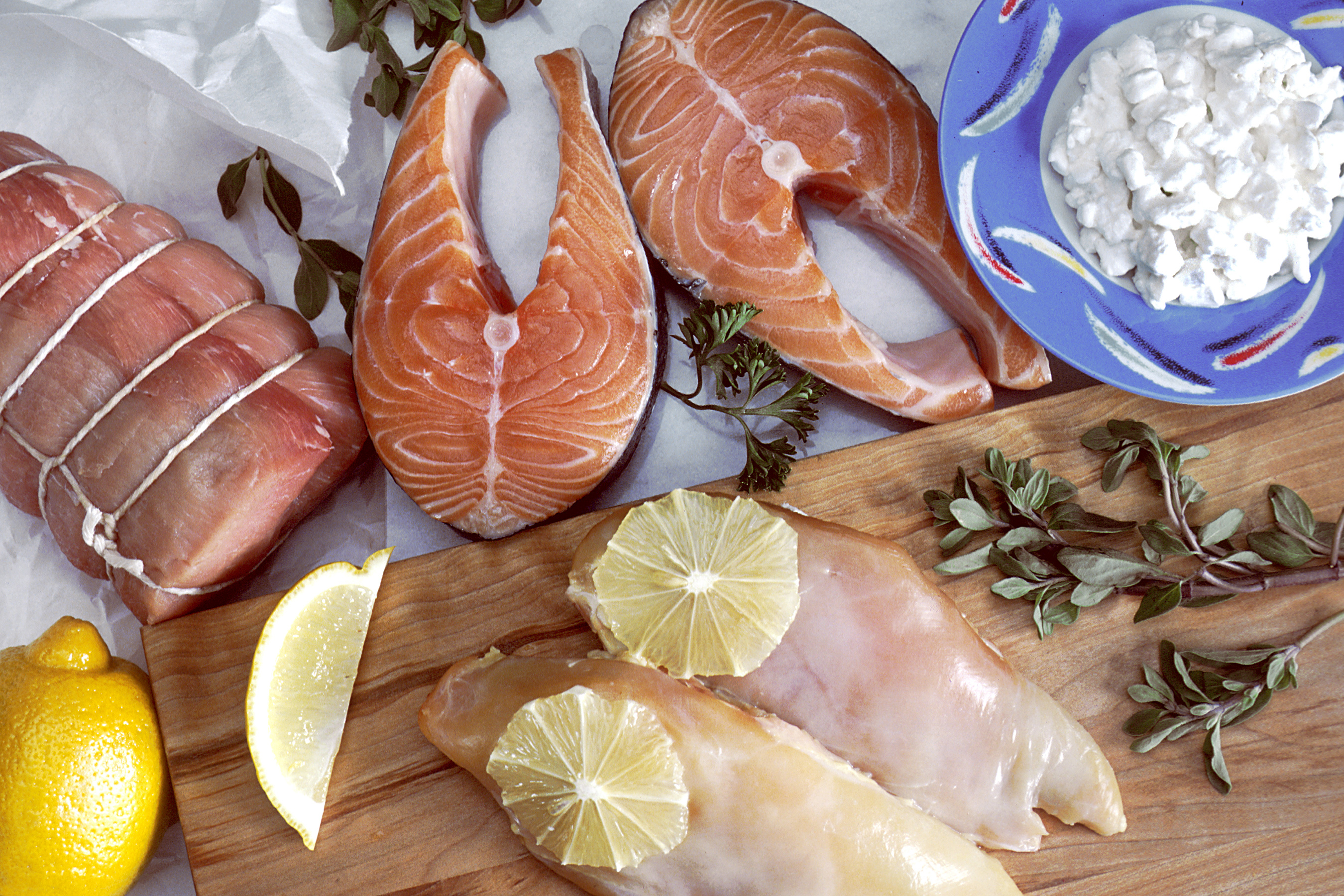
El peix és una font essencial de nutrients.

Les proteïnes són nutrients essencials per al cos humà. Són un dels components bàsics del teixit corporal i també poden servir com a font d'energia. Com a combustible, les proteïnes proporcionen tanta densitat energètica com els hidrats de carboni: 4 kcal (17 kJ) per gram; en canvi, els lípids proporcionen 9 kcal (37 kJ) per gram. L'aspecte més important i la característica definitòria de la proteïna des del punt de vista nutricional és la seva composició d'aminoàcids.
Les proteïnes són cadenes de polímers fetes d'aminoàcids units per enllaços peptídics. Durant la digestió humana, les proteïnes es descomponen a l'estómac en cadenes de polipèptids més petites mitjançant l'acció de l'àcid clorhídric i la proteasa. Això és crucial per a l'absorció dels aminoàcids essencials que no poden ser biosintetitzats pel cos.
Hi ha nou aminoàcids essencials que els humans han d'obtenir de la seva dieta per prevenir la malnutrició proteicoenergètica i la mort resultant. Són fenilalanina, valina, treonina, triptòfan, metionina, leucina, isoleucina, lisina, i histidina. Hi ha hagut un debat sobre si hi ha 8 o 9 aminoàcids essencials. El consens sembla inclinar-se cap a 9, ja que la histidina no se sintetitza en adults. Hi ha cinc aminoàcids que els humans són capaços de sintetitzar. Aquests cinc són alanina, àcid aspàrtic, asparagina, àcid glutàmic i serina. Hi ha sis aminoàcids, essencials en algunes situacions fisiopatològiques especials, com la prematuritat en el nadó o els individus en greu estrès catabòlic. Aquests sis són arginina, cisteïna, glicina, glutamina, prolina i tirosina. Les fonts dietètiques de proteïnes inclouen grana de cereals i llegums, fruita seca, llavors, mongetes, carn, lactis, peix, ous, insectes comestibles i algues.